# أكين أوموتوسو
أكين أوموتوسو (بالإنجليزية: Akin Omotoso)‏ (مواليد 1974)، هُو مُمثل ومُخرج أفلام نيجيري. أكين هُو أخ الروائية يواندا أوموتوسو.

## روابط فنية
- أكين أوموتوسو في قاعدة بيانات الأفلام على الإنترنت